# SS Baychimo

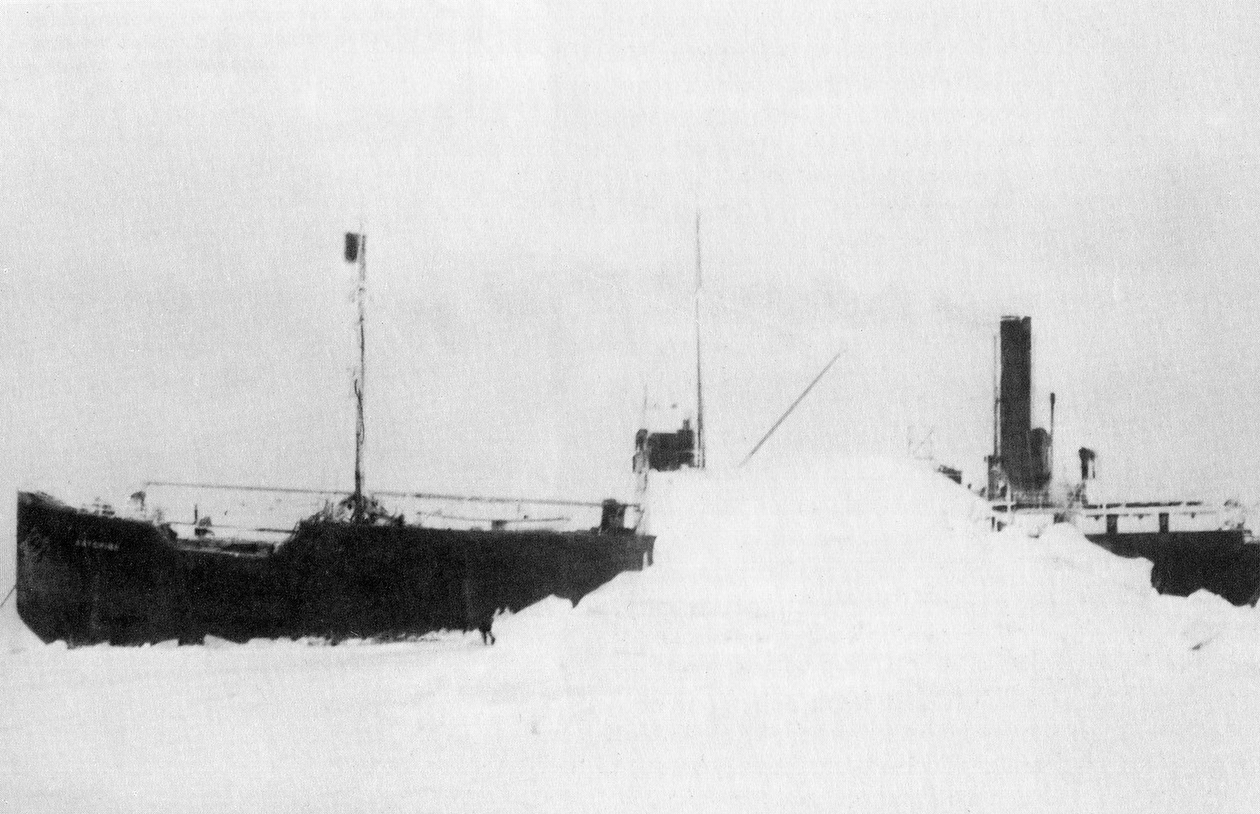
SS Baychimo, 1931

SS Baychimo var ett fartyg som byggdes 1914 i Sverige och ägdes av Hudson Bay-kompaniet och användes till att handla med pälsar i inuitbosättningar längs Victoriaön och nordvästra Kanada. Hon blev ett känt spökskepp som övergavs 1931 och sågs ett antal gånger, tills hon för sista gången sågs 1969.